# بایع‌کلا
بایع‌کلا روستایی است در شهرستان نکا در استان مازندران ایران. این روستا در کیلومتر ۱۵ جاده نکا - زاغمرز، مهد تولید هلو و شلیل ایران است که هر ساله جشنوارهٔ کشوری هلو و شلیل در چند روز در این روستا برگزار می‌شود. شغل اکثر اهالی این روستا باغداری می‌باشد. مردم بایع کلا از قومیت طبری هستند. مردم بایع کلا به زبان طبری (مازندرانی) سخن میگویند.